# Edward Jezierski
Edward Włodzimierz Jezierski (ur. 8 października 1948 w Sieradzu, zm. 1 kwietnia 2022 tamże) – polski specjalista w dziedzinie automatyki i robotyki, profesor Politechniki Łódzkiej.

## Życiorys
Był synem Jana i Marianny. W roku 1972 ukończył studia na kierunku elektrotechnika na Wydziale Elektrycznym Politechniki Łódzkiej i od tego czasu nieprzerwanie zatrudniony był w Instytucie Automatyki tej uczelni. Stopień doktora uzyskał w roku 1977, doktora habilitowanego w roku 1987. Na stanowisko profesora nadzwyczajnego został powołany w roku 1992. Tytuł profesora zwyczajnego otrzymał w 2002 roku. Wypromował 7 doktorów.
W latach 1996–2002 był prodziekanem Wydziału Elektrotechniki i Elektroniki ds. studenckich. W latach 2002–2005 był prorektorem Politechniki Łódzkiej ds. kształcenia.
W latach 2001–2006 Jezierski był współorganizatorem i członkiem Komisji Akredytacyjnej Uczelni Technicznych (KAUT). Od roku 2003 jest ekspertem European University Association ds. oceny zarządzania uczelniami i organizacji kształcenia. Był członkiem Komitetu Automatyki i Robotyki PAN oraz Rady Głównej Nauki i Szkolnictwa Wyższego, w której kieruje Komisją Kształcenia (kadencje 2010–2013 i 2014–2017).
Był organizatorem i kierownikiem Zakładu Sterowania Robotów.
Odznaczony Krzyżem Kawalerskim Orderu Odrodzenia Polski (2014).

## Publikacje
- Edward Jezierski, Dynamika robotów, Warszawa: Wydawnictwa Naukowo-Techniczne, 2005, ISBN 83-204-3128-X.